# 伊斯庫查卡區

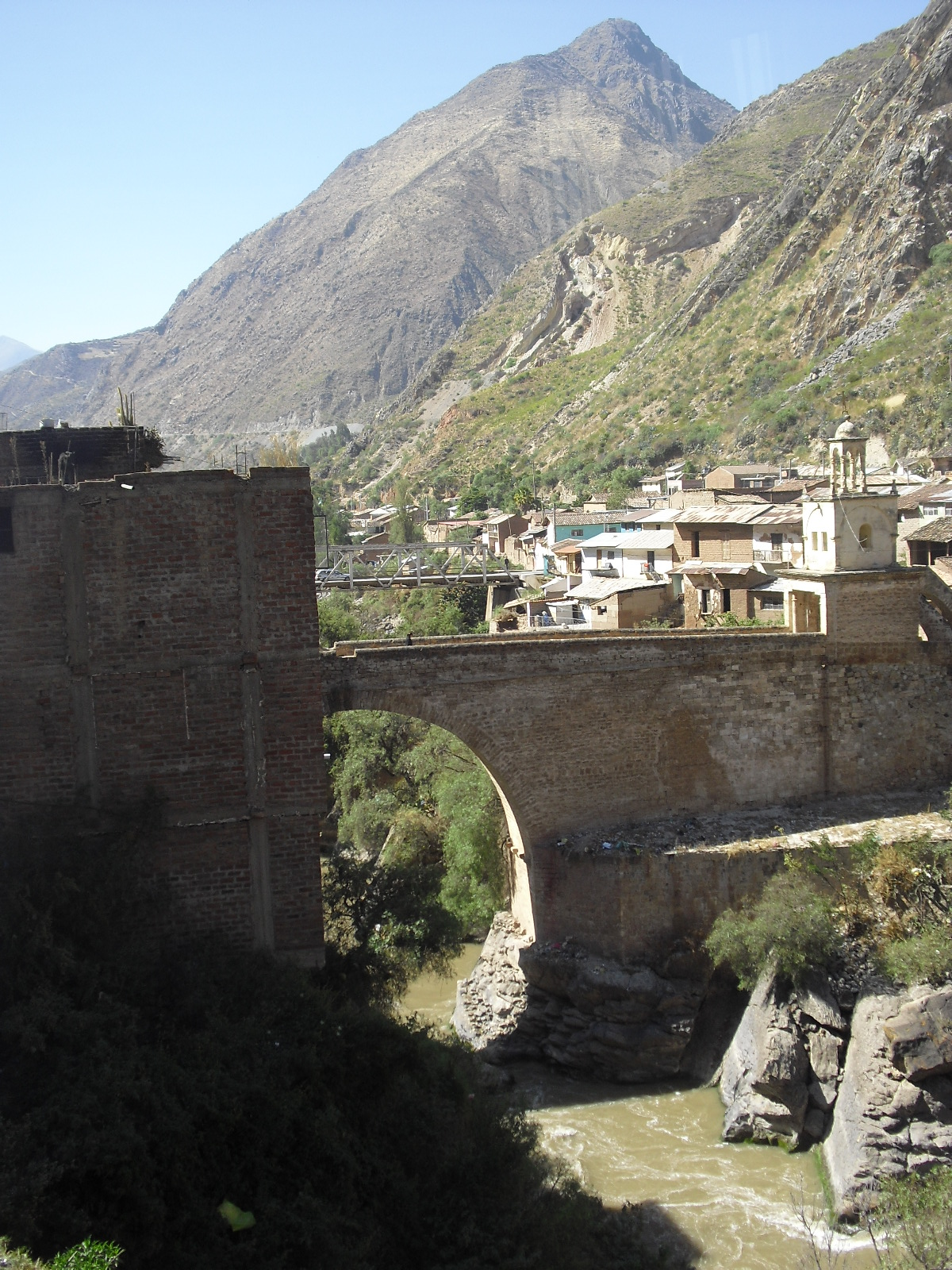

伊斯庫查卡區（西班牙語：Distrito de Izcuchaca），是秘魯的一個區，位於該國中南部萬卡韋利卡大區的萬卡韋利卡省，始建於1923年1月5日，面積12.19平方公里，海拔高度2,939米，2005年人口1,144，人口密度每平方公里94人。